# Marin Barleti
Marin Barleti (lat. Marinus Barletius, ital. Marino Barlezio) (oko 1450, Skadar — 1512. ili 1513) humanista, istoričar i katolički sveštenik, monah, albanskog porekla.
Njegovo najpoznatije delo je biografija Skenderbega, Historia de vita et gestis Scanderbegi Epirotarum principis (Priča o životu i delima Skenderbega, kneza Epira), za koje su brojni autori utvrdili da poseduje brojne greške kojima se favorizuje ličnost Skenderbega kao što je na primer Barletijeva tvrdnja da je sultan umro zbog bolesti pod zidinama Kroje
Ivan Jastrebov je pisao o Skenderbegu, pa je spominjao i Barletija. O njemu je zapisao da u istoriji o Skenderbegu sakupio i mnogo basni. Po Gibonu, Barlecije ga je učinio pre pozorišnim junakom nego stvarnim. Taj životopis Skenderbega od Barlecija je objavljen 1573. godine, a Skenderbeg je umro 1468, tj. 105 godina nakon njegove smrti. Barlecije je 1478. iz Skadra pobegao u Veneciju i tamo je napisao taj životopis. Izdavač je mnogo toga preradio i pripisao je Barleciju i ono što njemu nije padalo ni na pamet da izmisli. U knjizi su netačne i godine rođenja i smrti Skenderbega. On nije bio taoc sultana Murata. Laž je po Jastrebovu i snoviđenje Skenderbegove majke Vojisave, kada je bila trudna. Sanjala je da je rodila zmaja, čija su krila prekrila čitav Epir, a glava upirala u zidine Carigrada. Ta pesma se pevala kako u Dalmaciji tako i u Prizrenu i drugde u Staroj Srbiji. Dela Skenderbega po Barleciju su ravna natprirodnim bićima ili podvizima Aleksandra Makedonskog (po kojem nosi ime Skenderbeg — Aleksandar beg) i Cezara.